# San Felices de Buelna
San Felices de Buelna is een gemeente in de Spaanse provincie Cantabrië in de regio Cantabrië met een oppervlakte van 36 km². San Felices de Buelna telt 2.381 inwoners (1 januari 2016).
In het dorp Tarriba werd in 1903 de Grot van Hornos de la Peña met belangrijke paleolithische rotstekeningen ontdekt.

## Demografische ontwikkeling
Bron: INE; 1857-2011: volkstellingen

## Geboren
- José Antonio González Linares (1946), wielrenner